# …YOU…
『…YOU…』（ユー、Getting Straight）は1970年のアメリカ合衆国のコメディドラマ映画。監督リチャード・ラッシュ、出演はエリオット・グールドとキャンディス・バーゲンなど。学園紛争と自由奔放な「愛」をテーマとしている。

## ストーリー
教育学部4年生のハリーとその恋人ジャンは現在の教育制度や金銭に関する考え方が正反対だった。
金に困ったハリーはついに下宿を追い出され、ジャンのもとに転がり込むが、愛を金に置き換えていると思われ、けんかになってしまう。
そのころ、ハリーの友達の黒人学生エリスは学園改革運動を展開していた。ハリーもかつては体制に反抗し、一度は退学したものの、6年後に復学した経緯を持ち、今のやり方はおかしいと思っていた。また、ハリーの教育実習は評判だったものの、教育学部長のウィルハント博士から、思想が自由主義に偏っているため教師として向いていないと告げられる。
やがて、学園紛争の闘争方針をめぐり、ジャンとの間の亀裂が深くなる。また、ハリーは卒業試験の替え玉に友人ニックを使おうとしたことが露見し、ウィルハント博士から教師の資格を与えられないが大学院へ行くのなら退学処分はしないといわれる。がっかりしたハリーのもとに、デモで傷ついたジャンが来て、他の学生と結婚する旨を告げられる。
その後、ハリーは学園紛争の中で修士試験を受けるものの、ついには怒りを爆発させ、その場を去る。そして、暴動の中でジャンを見つけ、互いに抱擁する。

## キャスト
| 役名           | 俳優                    | 日本語吹替                                                                           |
| 役名           | 俳優                    | フジテレビ版                                                                         |
| -------------- | ----------------------- | ------------------------------------------------------------------------------------ |
| ハリー         | エリオット・グールド    | 石田太郎                                                                             |
| ジャン         | キャンディス・バーゲン  | 鈴木弘子                                                                             |
| ニック         | ロバート・F・ライオンズ | 野島昭生                                                                             |
| ジュディ       | ジーニー・バーリン      | 小宮和枝                                                                             |
| エリス         | マックス・ジュリアン    | 若本紀昭                                                                             |
| ウィルハント   | ジェフ・コーリー        | 平林尚三                                                                             |
| カスパー       | セシル・ケラウェイ      | 大久保正信                                                                           |
| バンデンバーグ | ジョン・ローマ―         | 前沢迪雄                                                                             |
| ウェイド       | ウィリアム・ブラムリー  | 藤本譲                                                                               |
| 不明 その他    |                         | 小島敏彦 三ツ矢雄二 鈴木れい子 笹岡繁蔵 高畑淳子 佐久間あい 広瀬正志 巴菁子 小宮孝泰 |
|                |                         |                                                                                      |
| 演出           | 演出                    | 小山悟                                                                               |
| 翻訳           | 翻訳                    | 井場洋子                                                                             |
| 効果           | 効果                    | 遠藤堯雄 桜井俊哉                                                                    |
| 調整           | 調整                    | 栗林秀年                                                                             |
| 制作           | 制作                    | 東北新社                                                                             |
| 解説           |                         |                                                                                      |
| 初回放送       | 初回放送                | 1978年11月12日 『夜のロードショー』                                                  |